# Jules Haabo
Jules Haabo (ur. 21 maja 1997 w Saint-Laurent-du-Maroni) – piłkarz, grający na pozycji pomocnika w klubie AS Etoile Matoury. Reprezentant Gujany Francuskiej.

## Kariera reprezentacyjna
W reprezentacji Gujany Francuskiej zadebiutował w 2016 w spotkaniu z Saint Kitts i Nevis. Rozegrał 7 spotkań, w których strzelił dwie bramki.

## Statystyki
| Reprezentacja Gujany Francuskiej | Reprezentacja Gujany Francuskiej | Reprezentacja Gujany Francuskiej |
| Rok                              | Mecze                            | Gole                             |
| -------------------------------- | -------------------------------- | -------------------------------- |
| 2016                             | 1                                | 0                                |
| 2017                             | 2                                | 0                                |
| 2018                             | 3                                | 2                                |
| 2019                             | 1                                | 0                                |
| Razem                            | 7                                | 2                                |